# Dunkwa-on-Offin
Dunkwa-on-Offin – miasto w Ghanie, w regionie Centralnym, w dystrykcie Upper Denkyira East Municipal.